# Ammelacker
Ammelacker ist ein Gemeindeteil des Marktes Hohenfels im Landkreis Neumarkt in der Oberpfalz in Bayern.

## Geographische Lage
Der Weiler liegt im Oberpfälzer Jura der Fränkischen Alb an seinem nördlichsten Punkt 487 m ü. NHN ca. 1,5 km südlich des Tales des Forellenbaches, der in östlicher Richtung der Vils zufließt.
Von der Staatsstraße 2234 im Tal des Forellenbaches führt eine Gemeindeverbindungsstraße in südwestlicher Richtung über den Ammelhof nach Ammelacker und weiter nach Kleinmittersdorf, wo eine Gemeindeverbindungsstraße zur Kreisstraße NM 32 abzweigt. An dieser liegt der frühere Gemeindesitz Markstetten.

## Geschichte
Ammelacker unterstand der seit 1375 oberpfälzischen, ab 1620 bayerischen Herrschaft Hohenfels. In einem Zinsbuch für die Herrschaft Hohenfels von 1400/10 erscheint der Ort „Amernuelt“, wobei nicht geklärt ist, ob damit Ammelhof oder Ammelacker gemeint ist. Im Steuerbuch von 1766 des Amtes Hohenfels findet man Ammelacker zusammen mit Ammelhof  unter Lauf und im Besitz des Hammerbesitzers Adam von Geyr.
Im Königreich Bayern wurde um 1810 der Steuerdistrikt Markstetten gebildet und 1811 zum Landgericht Parsberg gegeben. Diesem gehörten die drei Dörfer Markstetten, Effenricht und Haasla, der Weiler Kleinmittersdorf und die Einöden Ammelacker, Ammelhof, Höfla, Friesmühle, Baumühle, Lauf, Schönheim und Unterwahrberg an. Mit dem zweiten bayerischen Gemeindeedikt von 1818 wurde daraus eine Ruralgemeinde, die sich später in ihrem Ortsbestand noch veränderte. So wurde im Zuge der Bildung des Truppenübungsplatzes 1949 Haasla und Höfla von Markstetten getrennt und der der neu gebildeten Gemeinde Nainhof-Hohenfels zugeordnet; andere Orte kamen hinzu. Ammelacker blieb bis zur Gebietsreform in Bayern bei der Gemeinde Markstetten im Landkreis Parsberg, die zum 1. Mai 1978 in den Markt Hohenfels und damit in den Landkreis Neumarkt eingemeindet wurde. 
Ammelacker umfasste
- 1827: 1 bewohntes Haus[7]
- 1861: 9 Einwohner, 4 Gebäude[8]
- 1871: 12 Einwohner, 4 Gebäude; Großviehbestand 1873: 12 Stück Rindvieh[9]
- 1900: 14 Einwohner, 3 Wohngebäude[10]
- 1925: 23 Einwohner, 3 Wohngebäude[11]
- 1950: 14 Einwohner, 3 Wohngebäude[12]
- 1987: 14 Einwohner, 3 Wohngebäude, 3 Wohnungen[13]

## Kirchliche Verhältnisse
Die Ansiedelung gehörte seit altersher zur katholischen Pfarrei St. Ulrich in Hohenfels im Bistum Regensburg, die unter dem pfalz-neuburgischen Kurfürsten Ottheinrich vorübergehend (bis 1625) lutherisch war. Die Kinder gingen im 19./20. Jahrhundert 2 km weit zur katholischen Schule in Dinau. 

## Mit dem Ort verbundene Persönlichkeiten
- Ludwig Stiegler (* 1944), bayerischer SPD-Politiker, aufgewachsen in Ammelacker[15]